# Kamel al-Mousa
Kamel al-Mousa (arabisch كامل الموسى, DMG Kāmil al-Mūsā; * 29. August 1982 in Mekka) ist ein saudi-arabischer Fußballspieler.

## Karriere

### Verein
Seine Laufbahn begann er beim Wej SC und wechselte zur Saison 2002/03 zu al-Wahda. In der Saison 2005/06 wechselte er auf Leihbasis für die Rückrunde zu al-Hilal, mit denen er den Saudi Crown Prince Cup gewann. Nach seiner Rückkehr zu seinem Stammklub wechselte er nach Ende der Spielzeit 2009/10 zu al-Ahli. Hier sammelte er noch drei Gewinne des saudischen Pokals, ein Sieg in der Meisterschaft und einen weiteren Gewinn des Crown Prince Cups. Zur Saison 2016/17 schloss er sich erneut al-Wahda an und beendete im November 2017 seine Karriere.

### Nationalmannschaft
Sein erstes Spiel für die Saudi-arabische Fußballnationalmannschaft war am 30. September 2003 bei einem 1:1-Freundschaftsspiel gegen Syrien. Hier wurde er für Talal al-Meshal eingewechselt. Sein erstes Turnier war die Asienmeisterschaft 2004, wo er in zwei Partien der Vorrunde zu Einsätzen kam. Nach weiteren Freundschaftsspielen war er bei der Asienmeisterschaft 2007 dabei und spielte in jeder Partie bis zum Finale durch. Auch bei den Panarabischen Spielen 2007 kam er einmal zum Einsatz.
Seine nächsten Turniere waren der Golfpokal 2010 und die Asienmeisterschaft 2011. Anschließend kam er nicht mehr auf viele Einsätze und beendete seine Karriere in der Nationalmannschaft nach einem 2:0-Sieg gegen den Irak, während der Qualifikation für die Weltmeisterschaft 2014.

## Privates
Seine Brüder Ahmed, Rabi, Mootaz, Redwan und Rayan sind ebenfalls Fußballspieler in Saudi-Arabien und trugen teilweise auch in mehreren Einsätzen das Trikot der Nationalmannschaft.